# Joseph Bastien
Ne doit pas être confondu avec Joseph Bastin.
Joseph Bastien (1769-1838) est un officier de la Grande Armée, ayant servi sous la Révolution et le Premier Empire. Blessé à Wagram, il fut promu Officier de l'ordre de la Légion d'honneur le 23 juillet 1809. Il fut fait Chevalier de l’Empire en 1811.

## Biographie
Joseph Bastien naît le 8 décembre 1769 à Metz, en Moselle, dans une famille de drapier. Enflammé par les idées révolutionnaires, et la proclamation de la Première République française, Bastien s'engage comme simple soldat dans les armées révolutionnaires le 15 octobre 1792. Affecté d'abord dans un bataillon d'éclaireurs républicains de la Légion du Rhin, il est incorporé ensuite dans un des bataillons des Chasseurs du Rhin, qui deviendra, en mai 1793, le 26e régiment d'infanterie légère. Bastien participe, comme sergent aux campagnes de 1792, puis à celles de 1793 et 1794 avec l'Armée du Rhin. Il est blessé au bras le 5 décembre 1793, près de la Wantzenau en Alsace. 
Promu sergent-major le 1er vendémiaire de l’An III, Bastien participe aux campagnes de l'Armée de Rhin-et-Moselle en 1795 et 1796. De 1796 à 1800, Bastien sert en Italie, où il passe adjudant, puis sous-lieutenant le 1er germinal de l'An VII. Peu après, il est blessé au pied par balle, le 20 juin 1799, à Alessandria, dans la plaine du Pô. De 1800 à 1804, Bastien participe aux campagnes sur les côtes de Boulogne dans l'Armée des côtes de l'Océan. Il est promu lieutenant le 10 vendémiaire de l'an XII, avant de recevoir la Légion d'honneur le 12 thermidor, soit le 31 juillet 1804. Il fait ensuite la Campagne d'Autriche en 1805 et 1806. 
Promu capitaine le 20 février 1807, Joseph Bastien est affecté à la 3e compagnie de voltigeurs. Bastien fait la Campagne de Prusse et de Pologne, puis celle d'Autriche avec la Grande Armée. Le 22 mai 1809, alors que le 26e régiment d'infanterie légère est engagé sous la mitraille autrichienne à la Bataille d'Essling, un biscaïen tiré par l'artillerie autrichienne lui occasionne une troisième blessure à l'épaule. Le 6 juillet 1809, à peine remis de sa blessure, le capitaine Bastien est engagé avec son unité à la Bataille de Wagram, où un boulet autrichien lui emporte le bras droit, mettant définitivement fin à sa carrière militaire. 
Pour sa conduite au combat, le capitaine Bastien est promu officier de la Légion d'honneur le 23 juillet 1809. Joseph Bastien se retire le 20 décembre 1809 dans sa ville natale. Pour récompenser ses services, il est fait Chevalier de l’Empire par lettres patentes du 2 août 1811, recevant 2 000 francs de rente de la ville de Bayreuth. Joseph Bastien décédera à Metz, le 20 juin 1838.

## Campagnes
- Guerres de la Révolution française de 1792 à 1802
- Guerres napoléoniennes de 1802 à 1809.

## Décorations
- Légionnaire de l'ordre de la Légion d'honneur, le 31 juillet 1804 (12 thermidor de l'an XII)
- Officier de l'ordre de la Légion d'honneur le 23 juillet 1809 (no 675)

## Sources
- Henri Gourdon De Genouillac: Dictionnaire Des Anoblis, 1270-1868, Suivi Du Dictionnaire Des Familles Qui Ont Fait Modifier Leurs Noms, 1803-1870, Bachelin-Deflorenne, 1875.
- État des donataires totalement dépossédés qui ont droit à l’indemnité fixée par la loi proposée en 1821. Paris, Imprimerie royale, 1821.